# Wachthäuser der Aachener Stadtmauer

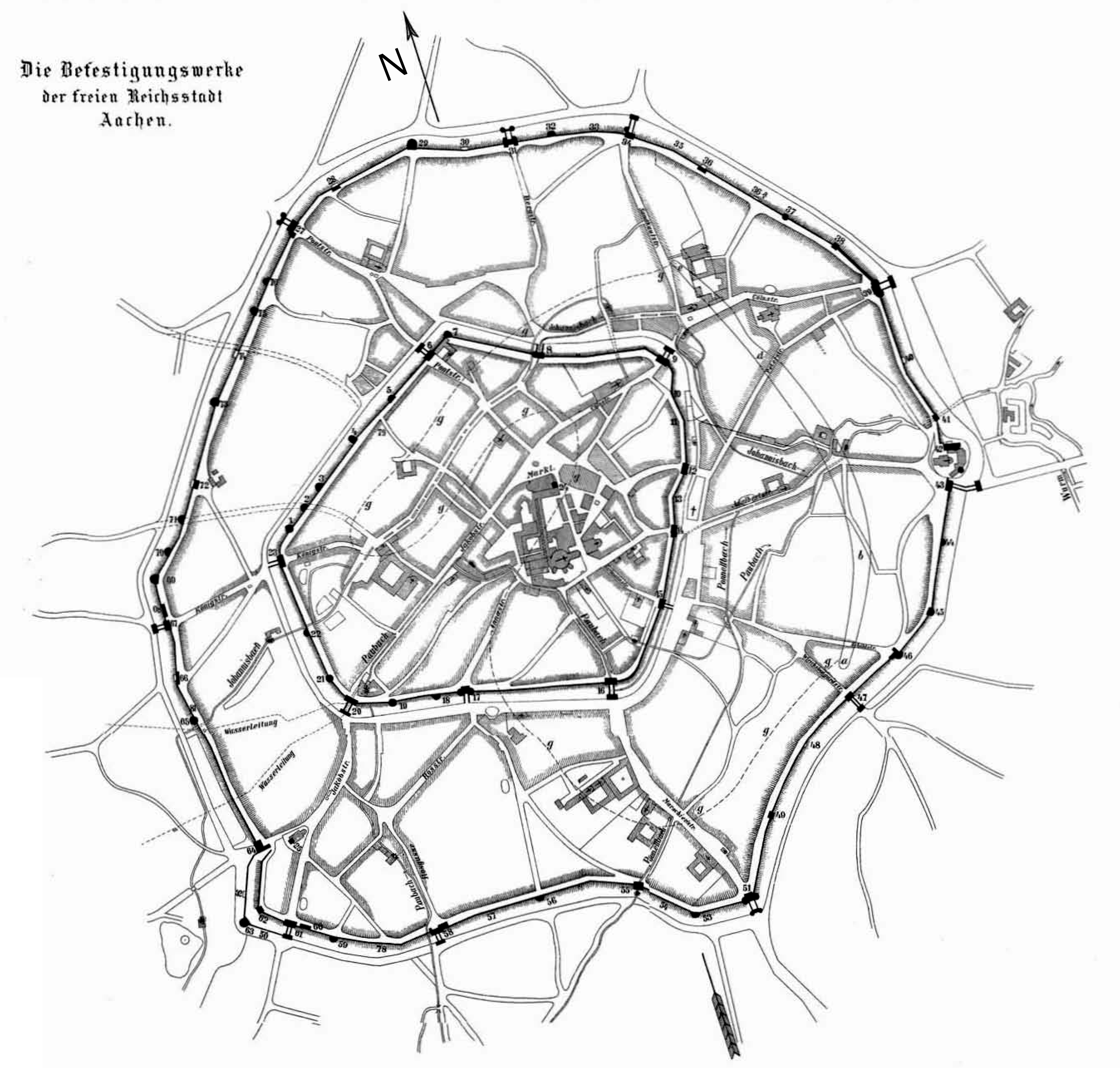
Carl Rhoen: Karte Aachens mit den beiden Ringen der Stadtmauer, 1894. Die Karte zeigt auch die Lage der Wachthäuser.

Die Wachthäuser der Aachener Stadtmauer waren entlang der Innenseite der Aachener Stadtmauer verteilt. Von der inneren Stadtmauer (gebaut ab 1172) ist die Existenz von Wachthäusern nicht überliefert. Von der äußeren Stadtmauer (gebaut ab 1300) sind einige Wachthäuser namentlich bekannt, andere wurden einfach nach dem Stadttor bezeichnet, in dessen Nähe sie lagen. Keines der Wachthäuser der Aachener Stadtmauer ist heute noch erhalten.

## Allgemeines
Die meisten Wachthäuser waren direkt an die Stadtmauer angebaut. Sie hatten in der Regel ein Pultdach, das die Höhe der Mauer nicht überstieg von und der Mauer aus schräg abfiel.
Die Wachthäuser dienten als Aufenthaltsort für die Wachmannschaften der Tore und Türme und zum Lagern von Waffen und Munition.
Bei den Wachthäusern, die nicht direkt an einem Stadttor lagen, befanden sich an der Außenseite der Stadtmauer zur zusätzlichen Verteidigung der Mauerabschnitte zwischen den Türmen und Toren Erker, die über einen kurzen, durch die Mauer führenden Gang direkt von dem Wachthaus aus zugänglich waren.

## Die einzelnen Wachthäuser

### Wachthaus am Jakobstor
50° 46′ 8,9″ N, 6° 4′ 29,1″ O
Das Wachthaus am Jakobstor lag neben dem Jakobstor in Richtung zum Lavenstein hin. Es hatte eine Länge von 16,10 m und eine Tiefe von 5,80 m. Die Mauern gingen bis zur Krone der Stadtmauer, das Dach ragte darüber hinaus.

### Wachthaus am Königstor
50° 46′ 30,9″ N, 6° 4′ 22,6″ O
Das Wachthaus am Königstor lag neben dem Königstor in Richtung zum Langen Turm hin. Es war eines der größten Wachthäuser der Stadt.

### Wachthaus am Rostor
50° 46′ 7,3″ N, 6° 4′ 43,2″ O
Das Wachthaus am Rostor lag direkt neben dem Rostor in Richtung zum Karlsturm hin. Das Wachthaus hatte eine Länge von 11,60 m und eine Tiefe von 6,70 m. Es hatte zwei Geschosse und ragte über die Stadtmauer hinaus. Die hier untergebrachten Wachmannschaften dienten sowohl dazu, das Rostor zu bemannen, als auch den in zehn Meter Entfernung erfolgenden Wasserdurchtritt des Baches Pau durch die Stadtmauer zu bewachen. Nach dem Abriss des Rostors zu Beginn des 19. Jahrhunderts diente das Wachhaus als Wohnung städtischer Angestellter.

### Wachthaus an der Wandlaus
50° 46′ 26,7″ N, 6° 4′ 21,4″ O
Das Wachthaus an der Wandlaus lag an dem Erker der Aachener Stadtmauer, der Wandlaus genannt wurde, zwischen dem Pfaffenturm und dem Königstor. Ihren Namen haben Erker und Wachthaus von der dort endenden Lausgasse.

### Wachthaus auf dem Adalbertsstift
50° 46′ 30,5″ N, 6° 5′ 42,9″ O
Das Wachthaus auf dem Adalbertsstift lag zwischen dem Wasserturm und dem Adalbertstor auf demselben Felsen, auf dem auch das Adalbertsstift lag.

### Wachthaus Krahborn
50° 46′ 38,2″ N, 6° 4′ 25,9″ O
Das Wachthaus Krahborn lag zwischen dem Beguinenturm und dem Gregoriusturm. Es ist nach dem in der Nähe gelegenen Gutshof Krahborn benannt.

### Wachthaus Posthäuschen
50° 46′ 55,5″ N, 6° 4′ 47″ O
Das Wachthaus Posthäuschen lag zwischen dem Ponttor und dem Marienturm.

### Wachthaus Schaafjanshäuschen
50° 46′ 49,1″ N, 6° 5′ 25,9″ O
Das Wachthaus Schaafjanshäuschen lag zwischen dem Sandkaultor und dem Heinzenturm.